# Michael Balint
Michael Balint (em húngaro, Bálint Mihály; Budapeste, 3 de dezembro de 1896 - Bristol, 31 de dezembro de 1970) foi um psicanalista húngaro.
O Médico, Seu Paciente e a Doença (1984) é sua mais importante obra. Versa sobre a relação médico-paciente.
Seus grupos de discussão acerca das experiências na prática clínica tornaram-se  referência no meio acadêmico. Segundo Balint, a personalidade do médico é o primeiro "medicamento" que se administra aos pacientes.
Em O médico, seu paciente e a doença, Balint utiliza a expressão "conluio do anonimato" para se referir a uma espécie de acordo tácito para diluir a responsabilidade do médico, mediante sucessivos encaminhamentos do paciente a uma série de especialistas, sem que afinal seja dada qualquer solução para seus problemas. A relação médico-paciente torna-se, então, uma relação entre a instituição médica e a doença, não existindo espaço para os sujeitos (o médico e o paciente). Nas palavras de Balint, ocorre na assistência médica um conluio do anonimato, onde a responsabilidade pelas condutas adotadas é diluída por encaminhamentos e opiniões de especialistas - um fenômeno amplamente observado nos serviços de saúde. 

## Obras
- BALINT, M. O Médico, seu Paciente e a Doença. Rio de Janeiro: Atheneu, 1984. ISBN: 8573797436